# 石塘坊

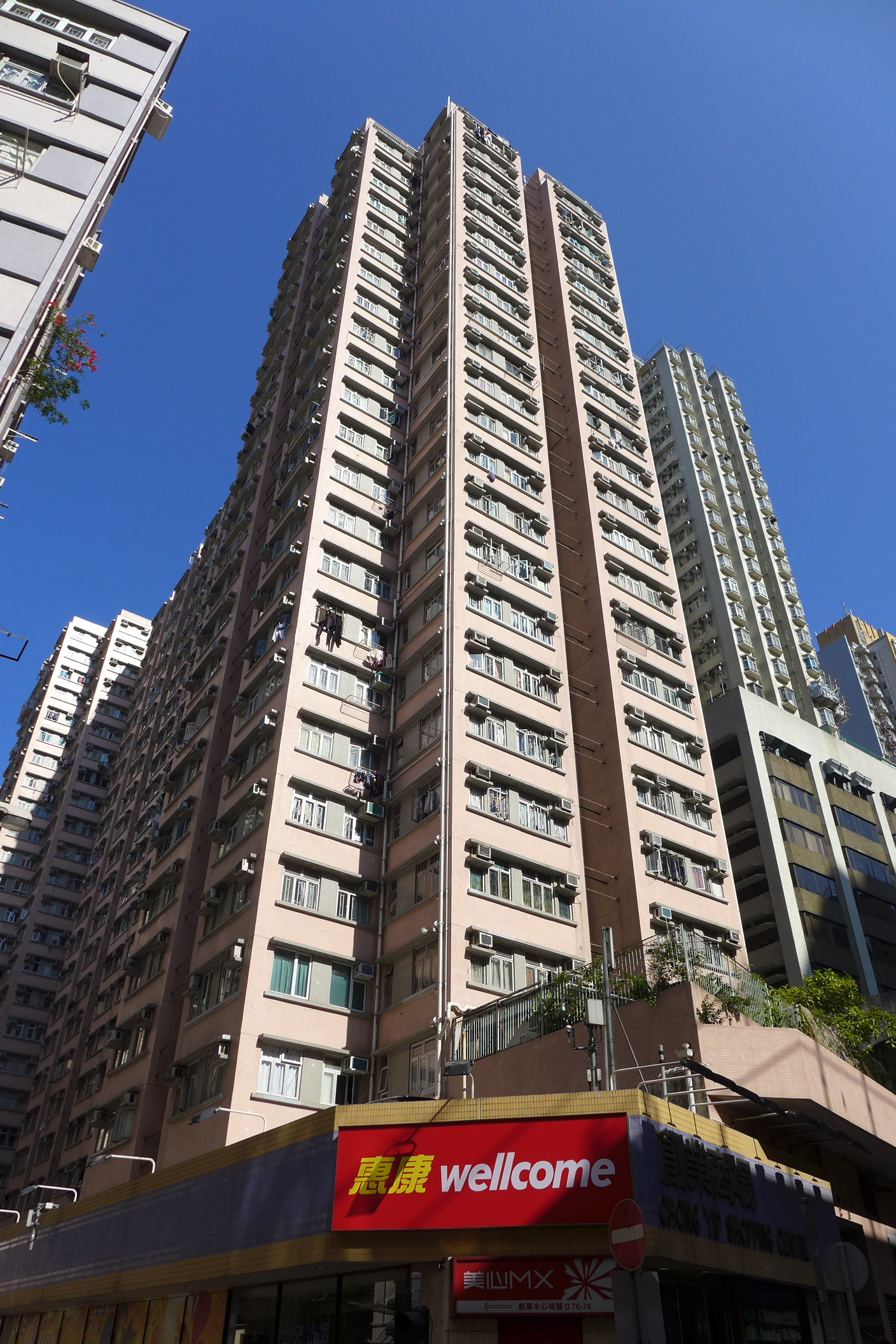
創業商場上方為創業中心

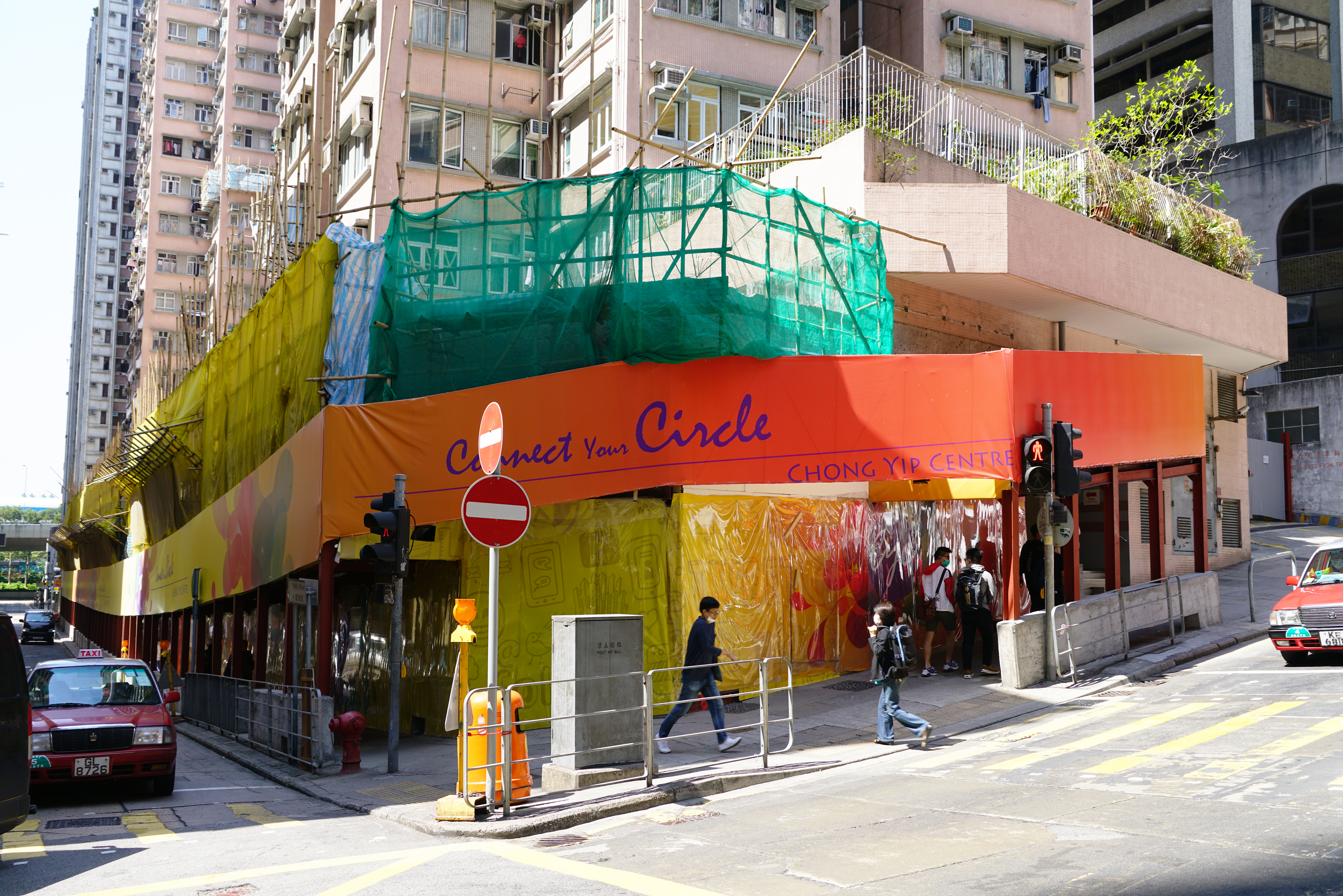
翻新中，2020年4月

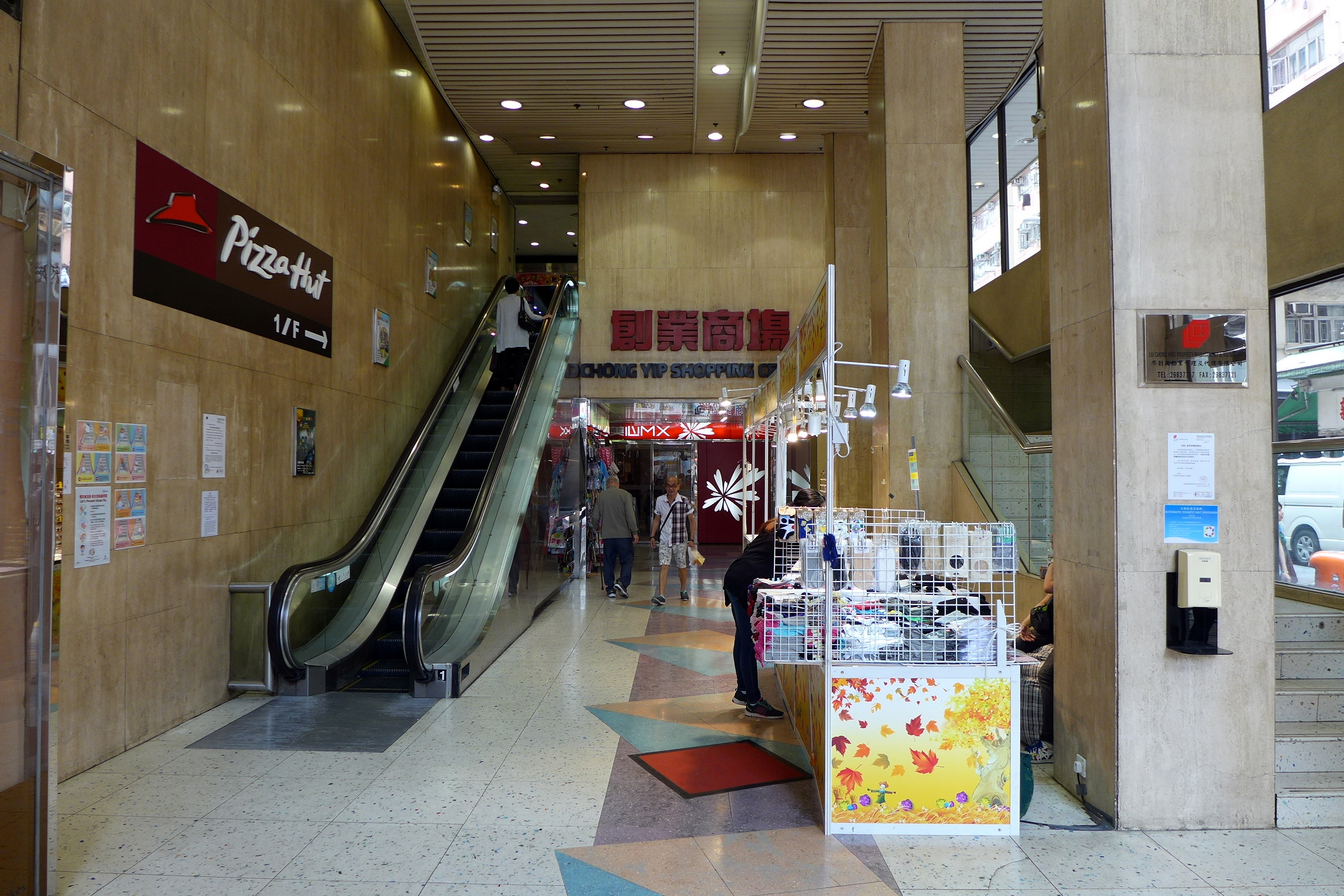
創業商場北面向德輔道西出入口

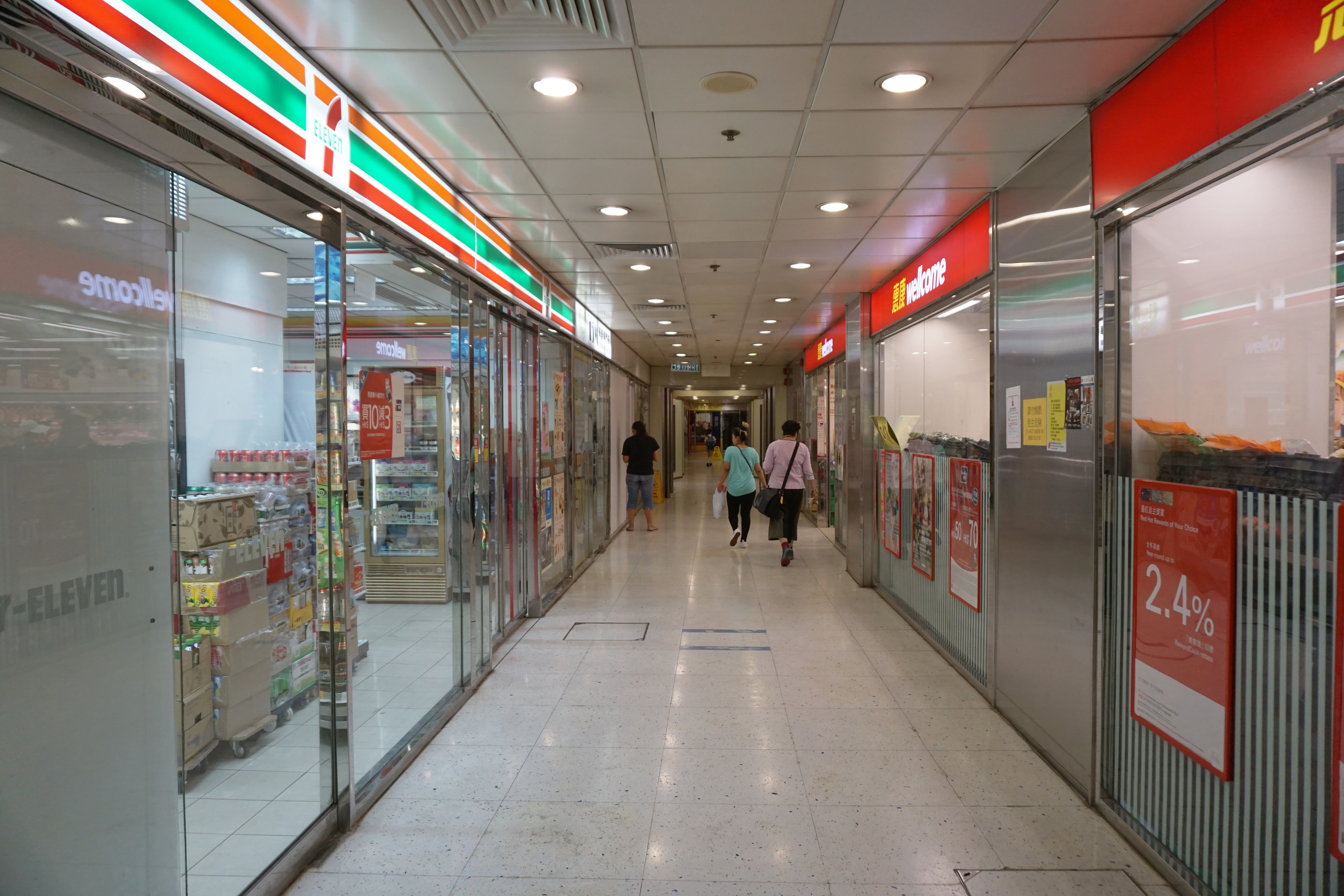
創業商場地下

石塘坊（英語：The Rockpool），前稱創業商場（英語：Chong Yip Shopping Centre），是香港西環石塘咀的一個地標，1981年落成，自2019年6月27日起關閉翻新，在西港島綫通車前曾是區內人流較多的一個商場之一，由廖創興企業所管理；位於德輔道西與屈地街交界，為住宅大廈創業中心（英語：Chong Yip Centre）之地面兩層基座；創業中心合共A、B及C三座，地皮前身是創興書院以及廖創興貨倉。

## 翻新工程
商場於2019年6月27日關閉，以進行翻新工程。由於大廈B座出入口連接商場地下，工程期間特意留下一段通道以供大廈居民出入。
商場約於2021年4月改為現稱。

## 主要商戶列表

### 2019年翻新前（以下商戶皆已結業）
- - 7-11便利店
  - 惠康超級市場
  - 歇腳亭
  - 阿波羅（中西區唯一開設的分店）
  - 美心西餅
  - 美心MX
  - 必勝客

### 2019年翻新後
- - HKTVMall超級市場
  - 眼鏡88
  - Daiso Japan
  - Urban Bakery
  - 魚尚
  - 譚仔雲南米線
  - 大快活
  - 元氣壽司
  - 木屋燒烤1樓104至105號舖，建築面積約3448方呎，料月租約12萬元

## 西港島綫預留位
創業商場有一個港鐵西港島綫「屈地站」出入口的預留位，是1980年代香港政府使用地役權將其預留。然而根據2006年的西港島綫最新定線，石塘咀區的香港大學站已落實不使用該預留位，故此該預留位被使用的機會甚低。
該預留位約有兩層樓深度，長時間有地下水滲入，最低一層經常被淹沒，政府產業署承辦商經常進行泵水工作。
2002-2006年期間，創業中心業主立案法團曾經多次與政府產業署接觸，此外，為了查明積水來源，該法團更聯絡渠務署，在該地庫附近排水管放置色粉，證實排污渠沒有漏水。水務署亦測試供水喉管，證實並沒有破損滲漏，屋宇署亦有派員跟進，指屬於創業中心之防水層耗損引致滲水。然而，在同一街道，位於德輔道西山道交界之太平洋中心地庫，亦出現嚴重滲水問題，在研究後發覺，有關之滲水屬地下水上升，與防水層無關。但代表財政司司長法人管有創業中心地庫的政府產業署，按照創業中心公契，雖然擁有業權，但無須支付管理費及維修費（如有）。

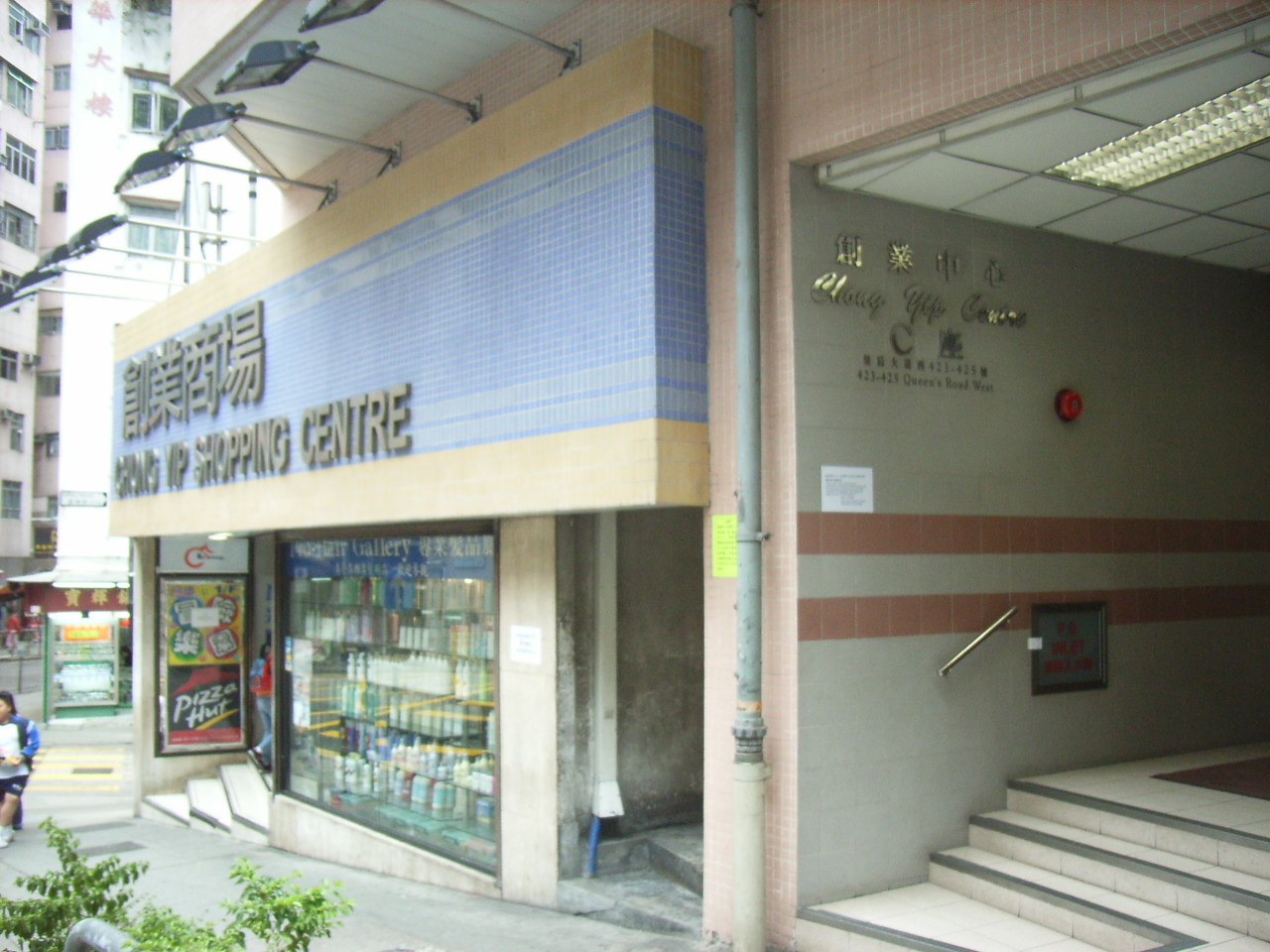
創業商場的南面出入口，面向皇后大道西，往石塘咀方向

## 鄰近地標
- 香港商業中心
- 太平洋廣場
- 屈地街電車總站

## 資料來源
1. 1 2  . 香港01. 2019年4月1日  [2020年6月6日]. （原始内容存档于2019年7月10日）.（繁體中文）
2. ↑  . 香港01. 2017年9月29日  [2021年5月29日]. （原始内容存档于2021年8月5日）.（繁體中文）

## 外部連結
- 主要業務：出租物業：商場：創業商場[] - 廖創興企業有限公司